# スペースラブ

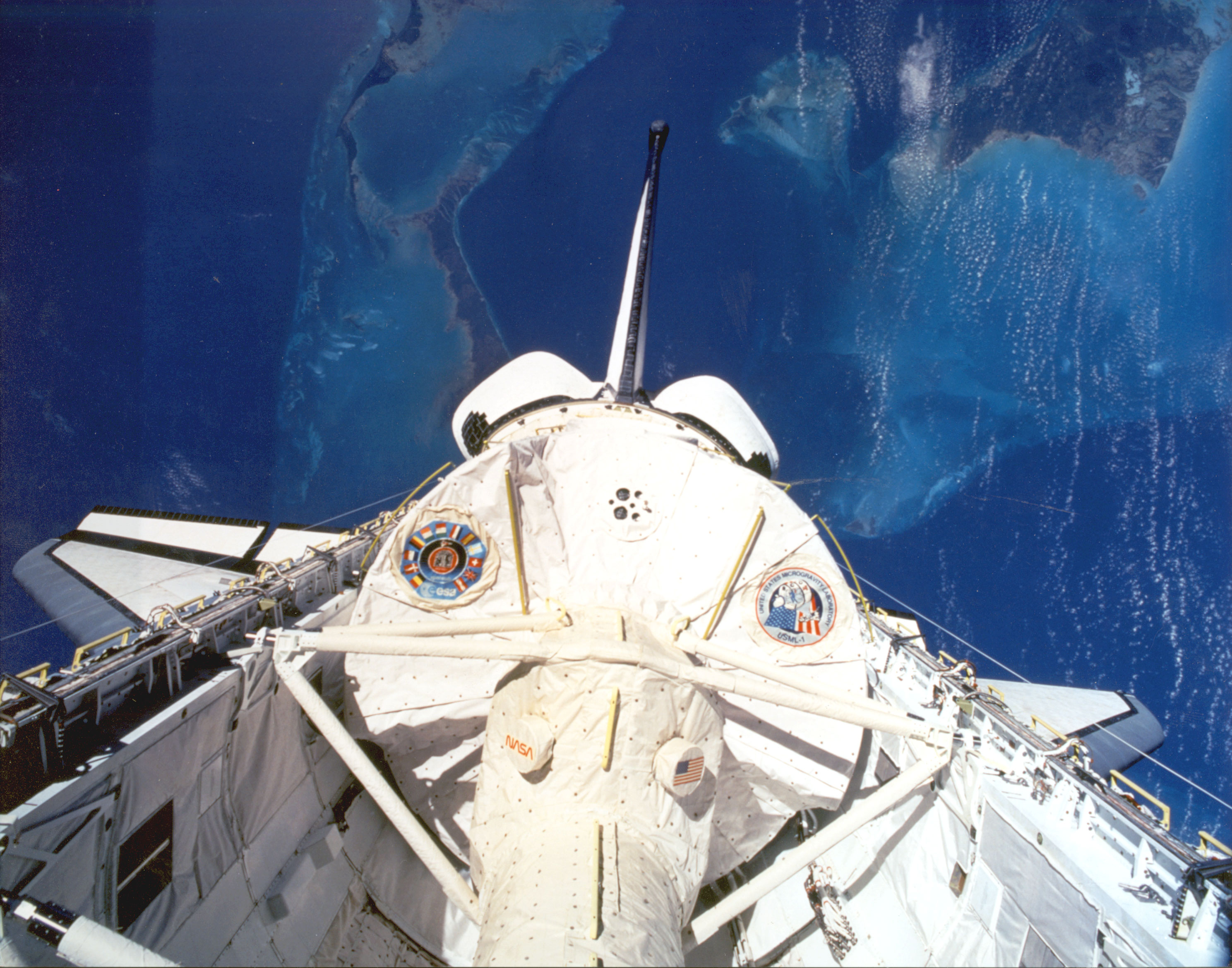
STS-50 コロンビアの貨物室にあるスペースラブモジュール LM1 とトンネル。

スペースラブ（Spacelab）は、スペースシャトルに積み込まれる再利用可能な宇宙実験室である。与圧モジュール、非与圧のキャリア、その他関連する機器などの複数の構成要素からなり、地球周回軌道上の微小重力状態で実験を行うことができる。

## 歴史
1973年4月に、スペースシャトルで使うモジュラー式の科学パッケージの製造に関して NASA と欧州宇宙研究機構 (ESRO) （現在の欧州宇宙機関〈ESA〉 ）が合意し、1974年から、ERNO（VFW-フォッカー社を代表とする企業共同体、後にメッサーシュミットに買収され、2003年からはEADSスペーストランスポーテーションの一部門となった）によりスペースラブの製造が開始された。最初の実験モジュール (LM1) は、ヨーロッパの宇宙飛行士に搭乗機会を与えることと引き換えに無料で NASA に引き渡された。2つ目のモジュール (LM2) は、NASA 自体が使うために購入した。2基の実験モジュール以外に、真空での実験用にブリティッシュ・エアロスペース (BAe) が製造した外部パレットもある。
スペースラブは25回のシャトル・ミッションで使われた。しかし、国際宇宙ステーション (ISS) やスペースハブ（スペースラブに似た与圧モジュール）で科学的な研究を行うことになったため、スペースラブは1998年に引退することになった。スペースラブのパレットは機器の輸送のため、2002年の STS-99で復活し、合成開口レーダーの輸送に使われた。その後、2008年の STS-123 で ISS にデクスターを運ぶ際にも使われた。将来は2009年の STS-127 で使われる予定である。
ドイツ・ブレーメンのブレーメン空港にあるブレーメンホールに LM1 が展示されている。

## 解説

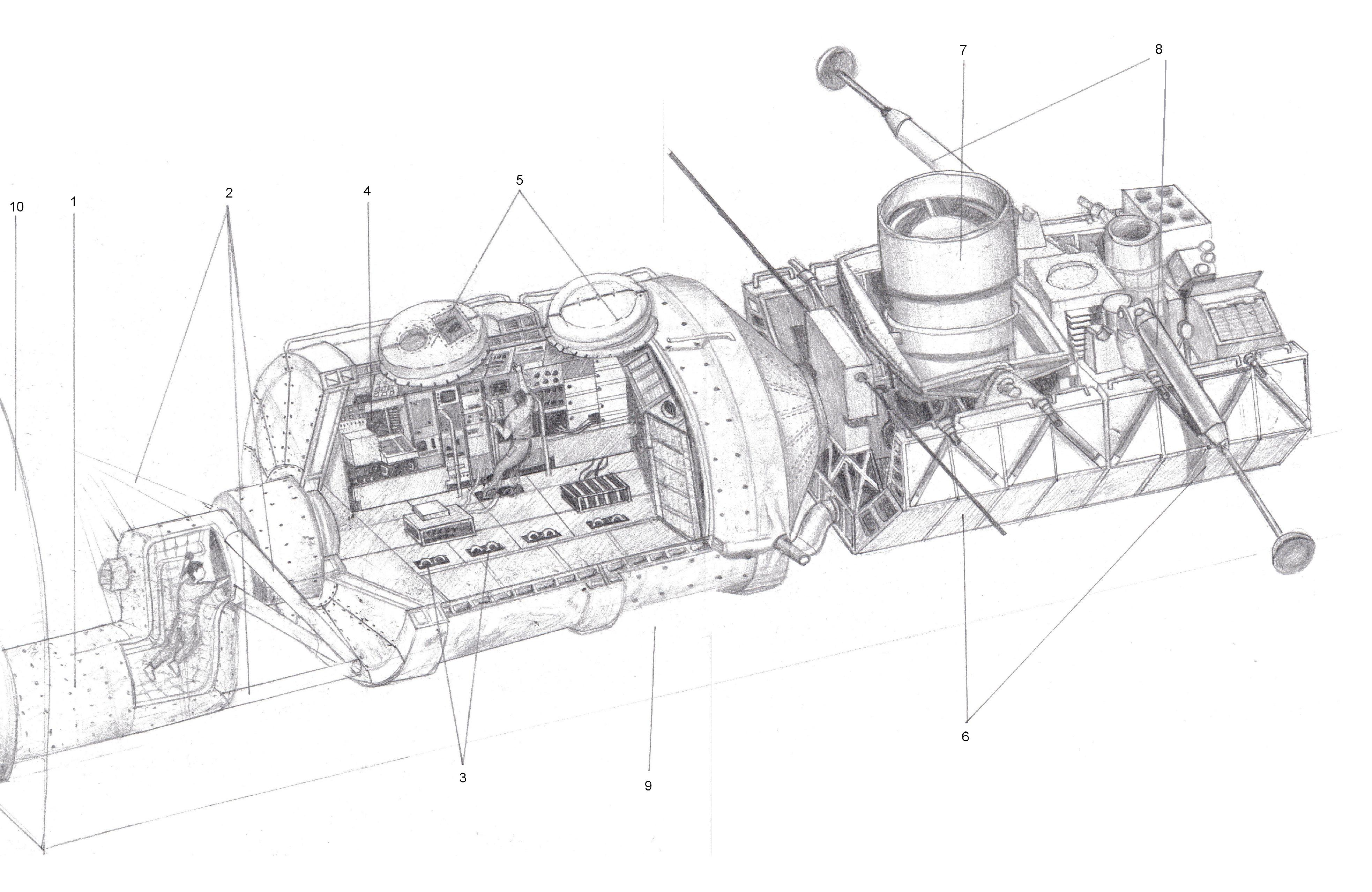
スペースラブのレイアウト。トンネル、与圧モジュール、パレットがある。

スペースラブのモジュールは、巨大な円筒形をした実験室で、スペースシャトルの貨物室に積み込まれ、長いトンネルで乗員室と接続されている。実験室の外径は 4.06 m で、各区画の長さは 2.7 m である。ほとんどの場合は、二つの区画が使われている。
スペースラブのパレットは、巨大な機器、宇宙空間への曝露が必要な機器、望遠鏡などの広い視野を必要とする機器、などを取り付けるためのU字型のプラットホームである。大型の設備を取り付けるためのハードポイントもいくつか用意されている。パレットは、1基だけで使われることも、端と端を繋いで2基や3基で使われることもある。
その他の要素として、トンネル、イグルー、Instrument Pointing System (IPS) がある。

## スペースラブのミッション
- STS-9, Spacelab 1, 1983年11月, LM1 とパレット （コロンビア）
- STS-51-B, Spacelab 3, 1985年4月, LM1 （チャレンジャー）
- STS-51-F, Spacelab 2, 1985年7月, パレット3基 （チャレンジャー）
- STS-61-A, Spacelab D1, 1985年10月, LM2 （チャレンジャー）
- STS-35, ASTRO-1, 1990年12月, パレット （コロンビア）
- STS-40, SLS-1, 1991年6月, LM1 （コロンビア）
- STS-42, IML-1, 1992年1月, LM2 （ディスカバリー）
- STS-45, ATLAS-1, 1992年3月, パレット2基 （アトランティス）
- STS-50, USML-1, 1992年6月, LM1 （コロンビア）
- STS-47, Spacelab-J, 1992年9月, LM2 （エンデバー）
- STS-56, ATLAS-2, 1993年4月, パレット （ディスカバリー）
- STS-55, Spacelab D2, 1993年4月, LM1 （コロンビア）
- STS-58, SLS-2, 1993年10月, LM2 （コロンビア）
- STS-59, SRL-1, 1994年4月, パレット （エンデバー）
- STS-65, IML-2, 1994年7月, LM1 （コロンビア）
- STS-68, SRL-2, 1994年10月, パレット （エンデバー）
- STS-66, ATLAS-3, 1994年11月, パレット （アトランティス）
- STS-67, ASTRO-2, 1995年3月, パレット （エンデバー）
- STS-71, Spacelab-Mir, 1995年6月, LM2 （アトランティス）
- STS-73, USML-2, 1995年10月, LM1 （コロンビア）
- STS-78, LMS, 1996年6月, LM2 （コロンビア）
- STS-83, MSL-1, 1997年4月, LM1 （[コロンビア）
- STS-94, MSL-1R, 1997年7月, LM1 （コロンビア）
- STS-90, Neurolab, 1998年4月, LM2 （コロンビア）
- STS-99, SRTM, 2000年2月, パレット （エンデバー）

## その他のミッション
- STS-92, PMA-3, 2000年10月, パレット （ディスカバリー）
- STS-108, 2001年12月, Lightweight Mission Peculiar Support Structure Carrier (LMC) （エンデバー）